# Meunasah Alue (Jeunieb)
Meunasah Alue is een bestuurslaag in het regentschap Bireuen van de provincie Atjeh, Indonesië. Meunasah Alue telt 536 inwoners (volkstelling 2010).